# Ione (dialogo)
Lo Ione è un dialogo giovanile di Platone in cui Socrate cerca di dimostrare che l'attività del rapsodo e la stessa poesia non nascono dalla conoscenza, ma sono il risultato di un'ispirazione divina.

## Struttura e contenuto delloIone

### La rapsodia è arte?
Socrate incontra il rapsodo Ione, che è di ritorno da Epidauro dove, alle feste in onore di Asclepio, ha vinto dei primi premi grazie alla sua bravura ed abilità. Socrate, rimandando a un altro giorno la possibilità di avere un saggio della bravura di Ione, chiede a costui se sappia declamare i versi di Omero, Esiodo ed Archiloco, ma Ione afferma di non poterlo fare, perché egli è esperto solo di Omero. Il filosofo allora lo spinge ad ammettere che, se il rapsodo fosse veramente “esperto” di poesia, saprebbe ben parlare indifferentemente di Esiodo e di Omero, di Archiloco e di Saffo, allo stesso modo in cui un esperto di statue sarebbe esperto di ogni genere di statue e non solo di quelle di un determinato autore. Ione ne è persuaso: tuttavia, egli afferma di essere come addormentato quando sente parlare di altri poeti, mentre l'animo gli si risveglia quando sente parlare di Omero.

### La poesia èmania, ispirazione divina
Socrate afferma che nel processo poetico è la Musa ad ispirare il poeta; questa forza che lo pervade lo manda fuori di senno, ed in realtà quando compone poesia egli non è in sé, ma è ministro della dea stessa. Inoltre, così come accade per la pietra di Eraclea (un magnete), questa forza che pervade il poeta si propaga ad altri, come per gli anelli di una catena; tuttavia, il poeta non è in grado di comporre poesia quando è in senno, così come le baccanti o i coribanti non sono in grado di fare ciò che fanno quando non sono ispirati dal dio. Ione è convinto che quanto dica Socrate sia giusto: egli stesso si sente in preda ad un delirio quando recita Omero, e vede che è capace di suscitare le stesse passioni in chi lo ascolta, il quale si commuove, agitandosi pur senza un motivo ben preciso.

### Il poeta non ha scienza di ciò che recita
Ione afferma, però, che egli ha scienza di qualcosa, ossia di ciò che dice Omero. Socrate confuta questa pretesa di Ione. In Omero sono infatti presenti versi in cui si parla di medicina, di arte della guerra, di capacità di condurre i cavalli, eccetera. Giudicare se queste cose scritte da Omero sono scritte bene o male sarà compito ora del medico, ora dello stratega, ora dell'auriga: essi infatti hanno scienza (o arte) di queste cose. L'arte infatti verte su oggetti specifici, così la medicina verte sulle malattie, l'arte strategica sulle tattiche militari, l'arte dell'auriga sul condurre i carri. Quali sono, in Omero, quegli oggetti di specifica competenza dell'arte rapsodica? Ione risponde: la capacità di sapere che cosa convenga dire ad un uomo, ad una donna, ad un servo, ad un liberto. A Socrate non piace questa risposta: che cosa convenga dire ad un marinaio lo sa più un pilota o un rapsodo? Evidentemente un pilota. Che cosa convenga dire ad un malato lo sa più un medico o un rapsodo? Chiaramente un medico. Ione afferma allora che l'arte del rapsodo è sapere che cosa convenga dire ad un comandante per incitare i suoi uomini: l'arte del rapsodo è l'arte del condottiero e chi è buon rapsodo è buon comandante di eserciti, anche se non è detto che un buon comandante sia anche un buon rapsodo. Socrate ride della risposta: perché allora Ione non si fa eleggere stratega? La verità è che Ione non sa rispondere alla domanda “quali sono gli oggetti di cui si occupa l'arte rapsodica” perché la rapsodia non è arte.

### Conclusione
Socrate mette Ione di fronte ad una scelta: se egli afferma che la rapsodia è arte, allora è ingiusto e scorretto, perché non vuole rispondere alle domande di Socrate, e quindi non vuole dirgli quali siano gli ambiti di competenza di quest'arte; se invece afferma che la rapsodia non è un'arte, ma un'ispirazione divina, allora sarà non solo un uomo giusto e corretto, ma un uomo divino. Ione sceglie la seconda possibilità, e Socrate lo saluta: vada pure a cantare la gloria di Omero con belle parole, ma consapevole di dover tale dono ad una sorte divina e non ad una reale conoscenza.

## LoIonedi Platone: contro l'educazione poetica
Nello Ione, Platone sferra il primo colpo al ruolo educativo che rivestiva la poesia ai suoi tempi. L’Iliade e l’Odissea, in special modo, erano vere e proprie enciclopedie del sapere, in quanto erano contenute in esse precetti di strategia militare, di religione, di architettura, di medicina. L'attività rapsodica serviva a tramandare alle generazioni successive tutto il sapere (morale e tecnico) che era necessario conoscere per essere accettati all'interno della comunità. Poiché la scrittura, all'epoca di Platone, non aveva ancora raggiunto il primo posto come mezzo di diffusione della cultura, il rapsodo non era un semplice attore che recitava le poesie scritte da altri, ma rappresentava un maestro ed un educatore perché, attraverso di lui, gli uomini, giovani e vecchi, sentivano gli echi della saggezza antica. Per il fatto che la poesia eserciti dunque una funzione didascalica, essa rappresenta, agli occhi di Platone, un notevole pericolo: proprio la poesia è, infatti, lontana dall'arte e non ha nulla da insegnare a chi ascolta. Essa, infatti, è ingannatrice e non fa che traviare la mente di chi la sente suscitando passioni irragionevoli: lo stesso Ione confessa che alle sue performance gli uomini si commuovono e piangono, senza che nessun pericolo li minacci. Questa caratteristica della poesia non esalta per nulla le virtù della ragione dell'uomo; essa deve essere abbandonata come deposito sociale della cultura, perché, essendo ispirata dal dio non comporta nessuna vera scienza umana, nessun vero insegnamento. Socrate stesso rileva che la rapsodia non ha alcuna competenza specifica, ma che anzi, proprio come il dio Proteo si tramuti «in mille forme» e che il suo ambito specifico risulti quindi inafferrabile. Come lascia intendere la conclusione del dialogo, Socrate non impedisce a Ione di continuare la sua attività, ma pretende che la poesia abbandoni il suo ruolo educativo.

## LoIoneall'interno della produzione platonica
Ad alcuni storici della filosofia  lo Ione è apparso come opera inautentica, mentre altri, pur riconoscendone l'autenticità, lo hanno declassato a opera "minore", presentandolo come un'opera di scarso interesse e valore. Recentemente, invece, i giudizi si sono notevolmente ribaltati; molti storici hanno riconosciuto nello Ione una notevole coerenza con opere successive. In particolare, la critica al ruolo dei poeti-educatori, si trova già presente nell’Apologia di Socrate, forse la primissima opera di Platone. Un giudizio ancora più negativo sullo statuto della poesia si trova nel libro X della Repubblica, dove la poesia è squalificata non solo per il ruolo che ricopre nella società, ma per il suo preciso statuto ontologico, che la vede tre lunghezze lontana dall'Idea e, quindi, dalla verità. Inoltre, la tesi della poesia come mania ossia come una forma di pazzia ispirata dalla divinità, la si trova anche nel Fedro, opera forse successiva alla Repubblica. Lo Ione, in questa prospettiva, si salda allora con il restante corpus platonico senza comprometterne la stabilità.